# Royal Theatre
Il Royal Theatre è stato un famoso teatro degli Stati Uniti d'America, situato al 1329 di Pennsylvania Avenue a Baltimora, nel Maryland, che fu aperto inizialmente nel 1922 come Douglass Theatre.

## Storia
È stato il più famoso teatro lungo Pennsylvania Avenue, a Baltimora Ovest, uno di un circuito di cinque teatri di questo tipo per l'intrattenimento dei neri nelle grandi città. I suoi teatri gemelli erano l'Apollo di Harlem, l'Howard Theatre di Washington, il Regal Theatre di Chicago e l'Earl Theater di Filadelfia.
Tutte le più grandi star dell'intrattenimento nero, comprese quelle del jazz e del blues come Cab Calloway, si esibirono al Royal. Ethel Waters ha debuttato lì, così come Pearl Bailey, che ha cantato in un cabaret. Louis Armstrong e Fats Waller hanno lavorato come accompagnatori. Il cantante Louis Jordan, Duke Ellington, The Tympany Five, Etta James, Nat King Cole, The Platters, The Temptations e The Supremes, oltre a una band di 40 elementi tutta al femminile in tournée con Count Basie chiamata Sweethearts of Rhythm, erano tutti artisti al Royal. Il primo film sonoro di Baltimora fu proiettato lì: Scar of Shame del 1929, con un cast nero. Fu qui che Solomon Burke fu incoronato King of Rock 'n' Soul nel novembre 1963.

## Anni '60 e '70
Mentre la fuga dei bianchi della classe media dalla vecchia Baltimora Ovest continuava durante gli anni '60 e '70 e accelerò dopo che Pennsylvania Avenue fu danneggiata durante le rivolte per i diritti civili, l'intera comunità iniziò un periodo di lungo declino. Nel periodo dei disordini il Royal Theatre era di proprietà della catena JF Theatres. Nel 1971 il Royal Theater fu demolito.
Il Royal Theater Marquee Monument doveva essere la prima fase di una serie di progetti in corso che il Pennsylvania Avenue Redevelopment Collaborative (PARC) avrebbe condotto. Il Comitato di Pennsylvania Avenue hanno lavorato a stretto contatto con l'ufficio del sindaco, l'Upton Planning Committee e 14 gruppi comunitari nell'arco di sette anni per erigere il Royal Theatre Monument nel 2004. Permaneva ancora, tuttavia, un diffuso degrado urbano: l'intero corridoio di Pennsylvania Avenue è da tempo è stato raso al suolo e oggi non vi sopravvive nulla se non i teatri. Nel lotto vuoto dove un tempo sorgeva il Royal Theater, c'è un cartello che dichiara Parco Memoriale del Royal Theatre, ma non è stato fatto nulla per rendere il "parco" niente altro che un'area recintata.